# (Just Like) Starting Over/Kiss Kiss Kiss
(Just Like) Starting Over/Kiss Kiss Kiss è un singolo discografico di John Lennon estratto dall'album Double Fantasy del 1980.

## Pubblicazione
Il brano venne pubblicato il 24 ottobre 1980 e raggiunse la prima posizione in classifica sia negli Stati Uniti che in Gran Bretagna due settimane dopo l'omicidio di John Lennon. Il singolo diventò il più rilevante successo di Lennon negli Stati Uniti, rimanendo in prima posizione per cinque settimane di fila. Quando Lennon fu assassinato a New York l'8 dicembre 1980, il singolo stazionava alla posizione numero 3 in classifica e la settimana seguente raggiunse la vetta. In Inghilterra era arrivato fino alla posizione numero 8 in classifica e poi era sceso velocemente di posizione in posizione fino all'omicidio di Lennon che catapultò il singolo al primo posto in classifica, facendogli fare un balzo dalla posizione numero 21 alla prima. In Australia raggiunge la prima posizione per quattro settimane. In altri paesi arriva primo in Canada, Austria, Svizzera, Irlanda e Spagna, la seconda in Norvegia e Nuova Zelanda, la terza in Svezia, la sesta in Germania e la nona in Francia.

## Descrizione
La canzone era la prima nuova uscita che Lennon pubblicava sin dal 1975, anno del suo ritiro dalle scene. Venne scelta come singolo non perché fosse il miglior brano dell'album, ma perché era la più appropriata dopo cinque anni di assenza dall'industria discografica. Il tintinnio di campanelle giapponesi presente nell'introduzione della canzone fa da contraltare al lugubre suono della campana a morto che aveva aperto Mother, il primo brano del primo album da solista di Lennon dopo lo scioglimento dei Beatles nel 1970. Lennon percepiva il brano come una sorta di chiusura del cerchio. La canzone contiene una citazione evidente del tema melodico del brano Don't Worry Baby dei Beach Boys, scritto da Brian Wilson nel 1964.
La canzone si è piazzata alla posizione numero 53 della classifica Billboard's All Time Top Songs.

## Tracce
1. (Just Like) Starting Over – 3:54 (John Lennon)
2. Kiss Kiss Kiss – 2:41 (Yoko Ono)

## Cover
I Flaming Lips hanno registrato una versione del brano per l'album Instant Karma: The Amnesty International Campaign to Save Darfur.

## Classifiche

### Classifiche di tutti i tempi
| Classifica (1958-2021) | Posizione |
| ---------------------- | --------- |
| Stati Uniti            | 76        |